# Exotic Post Traumatic
Az Exotic Post Traumatic a magyar Ivan & The Parazol 2019-ben megjelent negyedik stúdióalbuma. A Wil Anspach producerrel rögzített lemez 2019. március 22-én jelent meg és kiadója a Butler Records. Ez a zenekar első olyan lemeze, amelynek rögzítésében az egyik alapító tag, Tarnai János basszusgitáros betegség miatt nem vett részt, valamint az utolsó, melyen Beke István billentyűs (szintén alapító tag) közreműködik.

## Történet
A zenekar saját bookerjén keresztül felvette a kapcsolatot Wil Anspach producerrel, aki éveken keresztül a Los Angeles-i EastWest stúdióban dolgozott. Ennek köszönhetően döntöttek úgy, hogy negyedik stúdióalbumukat a kaliforniai EastWest Studios-ban rögzítik. Ebben a stúdióban dolgozott korábban a The Rolling Stones, Frank Sinatra, Iggy Pop, Red Hot Chili Peppers vagy a Foo Fighters is. 
A stúdiómunkák miatt a zenekar először 2017 júniusában, majd 2018 elején utazott az Amerikai Egyesült Államokba, 2018 nyarán pedig a budapesti SuperSize Recording stúdióban dolgoztak tovább a lemez producerével. 2018 nyár végére már a teljes anyag elkészült.
Simon Bálint dobos szerint Tarnai János basszusgitáros betegség miatti távolléte nagy hatással volt a lemezre és a zenekar stílusára. A lemezen basszusgitáron Deli Soma (Middlemist Red) játszik. Vitáris Iván szerint nem tagcsere történt, mivel „az ajtó mindig nyitva áll Jani előtt”. A zenekar szeretett volna kiugorni az eddigi megszokott komfortzónából, megszokott körülményekből, és „valami mást” létrehozni, ezért a lemezen szereplő dalokat hosszú dalszerzési folyamatok és kísérletezés jellemzi. Balla Máté gitáros szerint a személyesebb szövegek oka az, hogy a lemez először akusztikus formában született meg: „korábban a zene született meg először, arra Iván imprózgatott, aztán kialakult a végső dalszöveg. Most írtam először szövegre zenét”. Vitáris Iván énekes szerint ezzel a sokkal harsányabb albummal lezárják az előző három lemezt jellemző „beat-es jólfésültséget”.
Vitáris Iván szerint a lemez címében a „Traumatic” szó a zenekart ért nehéz időszakra utal (Tarnai János lebetegedése), és ez megadja a lemez alaphangulatát. Ezzel egyidőben a zenekarral több pozitív dolog is történt, emiatt a dalokban egyfajta kettősség érezhető: „a trauma és a poszttrauma egyszerre jelenik meg egy egzotikus formában”.

## Az album dalai
Az összes dalszöveg szerzője Vitáris Iván; az összes szám szerzője az Ivan & The Parazol és Deli Soma.
| 1.    | Nr. 1003                    | 3:15 |
| 2.    | I Can't Recall              | 3:09 |
| 3.    | What I've Been Through      | 3:20 |
| 4.    | Changin                     | 3:01 |
| 5.    | Is That                     | 2:43 |
| 6.    | Lonely Sunday               | 2:45 |
| 7.    | Serial Killer (feat. KYIKI) | 3:14 |
| 8.    | When I Was 17               | 3:19 |
| 9.    | Orchid                      | 5:45 |
| 10.   | Pink Ecstasy                | 3:27 |
| 32:42 |                             |      |

## Közreműködők

### Ivan & The Parazol
- Balla Máté – gitár
- Beke István – billentyűk
- Simon Bálint – dobok
- Vitáris Iván – ének
- Deli Soma – basszusgitár

### Egyéb közreműködők
- Kyiki (Crystal Fighters) – a Serial Killer c. számban[8]
- Candace Coles, Ellie Fletcher – háttérvokál
- Aaron Liebowitz – szaxofon a Serial Killer c. számban
- Sárkány Bertalan – perkusszió

### Produkció
- Wil Anspach – producer
- Adam Harr – mastering
- Jeremie Inhaber – hangmérnök
- Éder Krisztián – fényképek, borítókép
- Benkő Bálint, Vitáris Iván – borítókép, dizájn

## Helyezések
| Lista (2019)                            | Helyezés |
| --------------------------------------- | -------- |
| Magyarország (MAHASZ Top 40 albumlista) | 27       |

## Külső hivatkozások
- Ivan & The Parazol hivatalos oldala
- Az album a Google Play Áruházban
- Az album az iTunes-on
- Az album Spotify-on